# ارگادیسیتی
ارگادیک (انگلیسی: Ergodicity) در ریاضیات سیستم پویایی است که به بیان کلی، در صورت میانگین‌گیری از آن در زمان همان رفتاری را دارد که به هنگام میانگین‌گیری در فضای همهٔ حالت‌های سیستم (فضای فاز). در فیزیک این لفظ به سیستمی اشاره دارد که فرضیه ارگادیک ترمودینامیک را برآورده می‌کند.
در آمار، این لفظ به فرایند تصادفی ای اشاره می‌کند که برای آن میانگین زمانی یک رشته از وقایع مشابه میانگین آنسامبل است. به عبارت دیگر برای یک زنجیره مارکوف، با افزودن گام‌ها اندازه احتمالی مثبتی در گام {\displaystyle n} وجود دارد که از توزیع احتمال در گام اول ۰ مستقل است.